# Liberale da Verona
Liberale da Verona (ur. ok. 1445 w Weronie, zm. 1526/1529) – włoski artysta okresu renesansu, tworzył głównie w Weronie.
Urodził się i niemal całe życie spędził w Weronie. Poprzez swoją matkę, Jacobę, Liberale był spadkobiercą starego rodu malarzy z Werony. Jego dziadem był Zeno Solimani, a wujem Nicolò Solimani. Wedle Giorgio Vasariego ten ostatni był też pierwszym mistrzem i nauczycielem Liberale we wczesnym okresie jego nauki (choć w Żywotach błędnie nazywa go Vincenzo di Stefano). Ze źródeł pisanych wiadomo, że Liberale tworzył już w Weronie w latach 1455–1465, choć żadne z jego dzieł z tego okresu nie zachowało się do naszych czasów.
W Weronie Liberale studiował miniaturę pod okiem Sebastiano da Rovigno, dekorującego w tym czasie kościół Santa Maria in Organo. Liberale przypuszczalnie tworzył także w klasztorze Monte Oliveto Maggiore w latach 1467–1476, gdzie zajmował się tworzeniem miniatur i ilustracji do książek w miejscowym skryptorium. Kilka jego prac z tego okresu zachowało się w Chiusi i w katedrze w Sienie.
W późnym okresie w twórczości Liberale widoczne są wpływy Rafaela, choć artysta zachował swój własny archaizujący styl malarski. Widoczne są także wpływy innych jego mistrzów: Jacopo Belliniego i Andrea Mantegna lub któregoś z malarzy z jego kręgu, na przykład miniaturzysty Girolamo da Cremona. W schyłkowym okresie twórczości bywał w Sienie i innych miastach północnych Włoch, ale wrócił na stałe do Werony w roku 1492. Tam też zmarł między rokiem 1526 a 1529.
Wśród najlepiej znanych jego dzieł jest Adoracja trzech króli (L’adorazione dei Magi, obecnie w Muzeum Castelvecchio) namalowana dla katedry w Weronie. Znany jest także jego tryptyk składający się z obrazów Narodzenie Marii Panny, Śmierć Marii Panny i Adoracja, wszystkie trzy obecnie znajdują się w Pałacu Arcybiskupim.
Do uczniów Liberale zaliczani są Niccolò Giolfino, Francesco Torbido i Giovanni Francesco Caroto.